# 唐纳德·特朗普之地产大亨
《唐纳德·特朗普之地产大亨》是RedCap开发，Activision Value发行的经营模拟游戏。游戏2002年11月登陆Microsoft Windows平台，Xplosiv后于2004年9月推出欧洲版。由Airborne Entertainment开发的手机版和N-Gage QD版于2004年10月推出。美国商人唐纳德·特朗普冠名游戏并提供配音。